# ورزشگاه بافرا
ورزشگاه بافرا (به ترکی استانبولی: Bafra Stadium) یک ورزشگاه، زمین فوتبال و ورزشگاه فوتبال در ترکیه است که در Bafra, Samsun province واقع شده‌است.